# Tatyana Lysenko (athlétisme)
Pour les articles homonymes, voir Tatiana Lyssenko.
Tatyana Viktorovna Lysenko-Beloborodova (en russe : Татьяна Викторовна Лысенко ; née le 9 octobre 1983 à Bataïsk) est une athlète russe, spécialiste du lancer du marteau, championne du monde en 2011 à Daegu. 
Le 5 avril 2016, elle est provisoirement suspendue pour dopage par la fédération internationale. Tout d'abord sacrée championne olympique aux Jeux olympiques de Londres en 2012, elle est disqualifiée pour dopage par le CIO le 11 octobre 2016, à la suite de la réanalyse de ses échantillons. Elle perd également son titre mondial acquis en 2013 à Moscou. 

## Carrière
Elle se distingue lors de la saison 2005 en établissant le 15 juillet à Moscou un nouveau record du monde du lancer du marteau avec 77,06 m, améliorant de 0,99 m l'ancienne meilleure marque mondiale réalisée par la Roumaine Mihaela Melinte en 1999. Elle participe alors aux Championnats du monde d'Helsinki et se classe troisième du concours avec 72,46 m, derrière sa compatriote Olga Kuzenkova et la Cubaine Yipsi Moreno. Cette performance sera remise en cause lors de l'examen ultérieur de son passeport biologique en avril 2016.
Dépossédée de son record du monde par sa compatriote Gulfiya Khanafeyeva le 12 juin 2006 (77,66 m), Tatyana Lysenko reprend son bien moins de deux semaines plus tard en atteignant la marque de 77,41 m à Joukovski, puis en réalisant 77,80 m en août lors du meeting de Tallinn. Elle remporte ensuite son premier titre international majeur en devenant à Göteborg championne d'Europe du marteau avec la marque de 76,47 m, devant Gulfiya Khanafeyeva et la Polonaise Kamila Skolimowska. Elle se classe par ailleurs deuxième de la Coupe du monde des nations, derrière Skolimowska.
Reconnue dopée à la 6α-méthylandrostendione, une hormone de blocage des hormones féminines, lors d'un contrôle le 21 juillet 2007, elle est suspendue deux ans à partir du 15 juillet 2007. Son record du monde de 78,61 m, établi en mai 2007, est par conséquent annulé.
De retour à la compétition après deux ans de suspension en juillet 2009, elle remporte le titre des Championnats de Russie avec un lancer à 76,41 m. Elle termine par ailleurs sixième des Championnats du monde de Berlin en 72,22 m. L'année suivante, à Barcelone, elle décroche la médaille d'argent des Championnats d'Europe (75,65 m) derrière l'Allemande Betty Heidler. Sélectionnée dans l'équipe d'Europe lors de la première édition de la première édition de la Coupe continentale, à Split, la Russe s'impose avec 73,88 m devant la Chinoise Zhang Wenxiu.
En 2011, Tatyana Lysenko remporte les Championnats du monde de Daegu grâce à un lancer à 77,13 m après avoir réalisé quatre autres jets à plus de 75 mètres. Elle devance finalement de plus d'un mètre la tenante du titre Betty Heidler.
Le 10 août 2012, elle remporte la médaille d'or aux Jeux olympiques de Londres avec un jet de 78,18 mètres devant la Polonaise Anita Włodarczyk et l'Allemande Betty Heidler. Durant ce concours, elle bat quatre fois le record olympique. Le 11 octobre 2016, à la suite de la réanalyse de ses échantillons où est décelé un produit interdit, le déhydrochlorméthyltestostérone (turinabol), le CIO la disqualifie et annule son titre olympique. 
Elle remporte le 16 août 2013 son deuxième titre mondial aux Championnats du monde de Moscou. Le 5 avril 2016, l'IAAF annonce qu'en raison de l'examen de son passeport biologique lors des Championnats du monde de 2005 à Helsinki, elle sera disqualifiée pour dopage.
Le 2 février 2019, le tribunal arbitral du sport annonce sa suspension pour 8 ans à compter du 2 juillet 2016 ainsi que l'annulation de tous ses résultats entre le 16 juillet 2012 et le 2 juillet 2016.

### Palmarès
| Date | Compétition                          | Lieu      | Résultat | Performance |
| ---- | ------------------------------------ | --------- | -------- | ----------- |
| 2004 | Jeux olympiques                      | Athènes   | 19e      | 66,82 m     |
| 2005 | Championnats du monde,               | Helsinki  | 2e       | 72,46 m     |
| 2006 | Championnats d'Europe                | Göteborg  | 1e       | 76,67 m     |
| 2006 | Coupe du monde des nations           | Athènes   | 2e       | 74,44 m     |
| 2009 | Championnats du monde                | Berlin    | 6e       | 72,22 m     |
| 2010 | Coupe d'Europe hivernale des lancers | Arles     | 3e       | 69,11 m     |
| 2010 | Championnats d'Europe                | Barcelone | 2e       | 75,65 m     |
| 2010 | Coupe continentale                   | Split     | 1re      | 73,88 m     |
| 2011 | Championnats d'Europe par équipes    | Stockholm | 2e       | 71,44 m     |
| 2011 | Championnats du monde                | Daegu     | 1re      | 77,13 m     |
| 2011 | DécaNation                           | Nice      | 1re      | 74,17 m     |
| 2012 | Coupe d'Europe hivernale des lancers | Bar       | 2e       | 72,87 m     |
| 2012 | Jeux olympiques                      | Londres   | DQ       | 78,18 m     |
| 2013 | Championnats du monde                | Moscou    | DQ       | 78,80 m     |

### Records
| Épreuve           | Performance | Lieu   | Date         |
| ----------------- | ----------- | ------ | ------------ |
| Lancer du marteau | 78,80 m     | Moscou | 16 août 2013 |